# 普卢格雷斯康
普卢格雷斯康（法語：Plougrescant，法語發音：[pluɡʁɛskɑ̃]）是法国阿摩尔滨海省的一个市镇，位于该省西北部，属于拉尼永区。

## 地理
普卢格雷斯康（48°50'25"N, 3°13'43"W）面积15.54 平方千米，位于法国布列塔尼大區阿摩尔滨海省，该省份为法国西北部沿海省份，位于布列塔尼半岛北部，北濒大西洋英吉利海峡，西接菲尼斯泰尔省，南至莫尔比昂省，东临伊勒-维莱讷省。
与普卢格雷斯康接壤的市镇（或旧市镇、城区）包括：彭韦南、普卢吉耶勒。

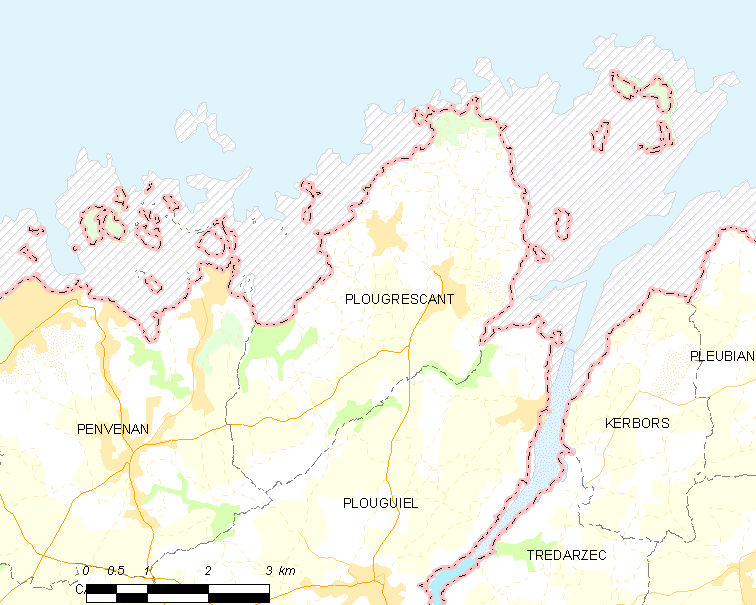
普卢格雷斯康的OSM定位图

普卢格雷斯康的时区为UTC+01:00、UTC+02:00（夏令时）。

## 行政
普卢格雷斯康的邮政编码为22820，INSEE市镇编码为22218。

## 政治
普卢格雷斯康所属的省级选区为特雷吉耶县。

## 人口

1962-2008年间普卢格雷斯康人口变化图示

普卢格雷斯康于2022年1月1日时的人口数量为1198人。